# Notocrypta curvifascia
Notocrypta curvifascia là một loài bướm thuộc họ Bướm nhảy. N. curvifascia thường được tìm thấy tại nhiều vùng khí hậu nhiệt đới và ôn hoà Đông Á, Indonesia, và the tiểu lục địa Ấn Độ, nơi có cây chủ mà ấu trùng ưa thích Alpinia speciosa. 

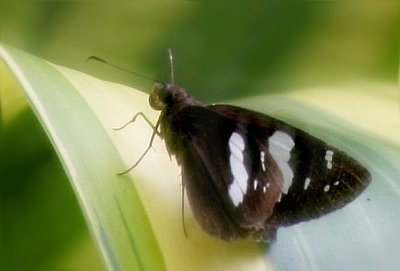

Trong số các loài bướm, loài này có kích thước nhỏ, dài cỡ 4 cm (con trưởng thành). Cánh màu nâu đậm đến màu đen.

## Cây chủ

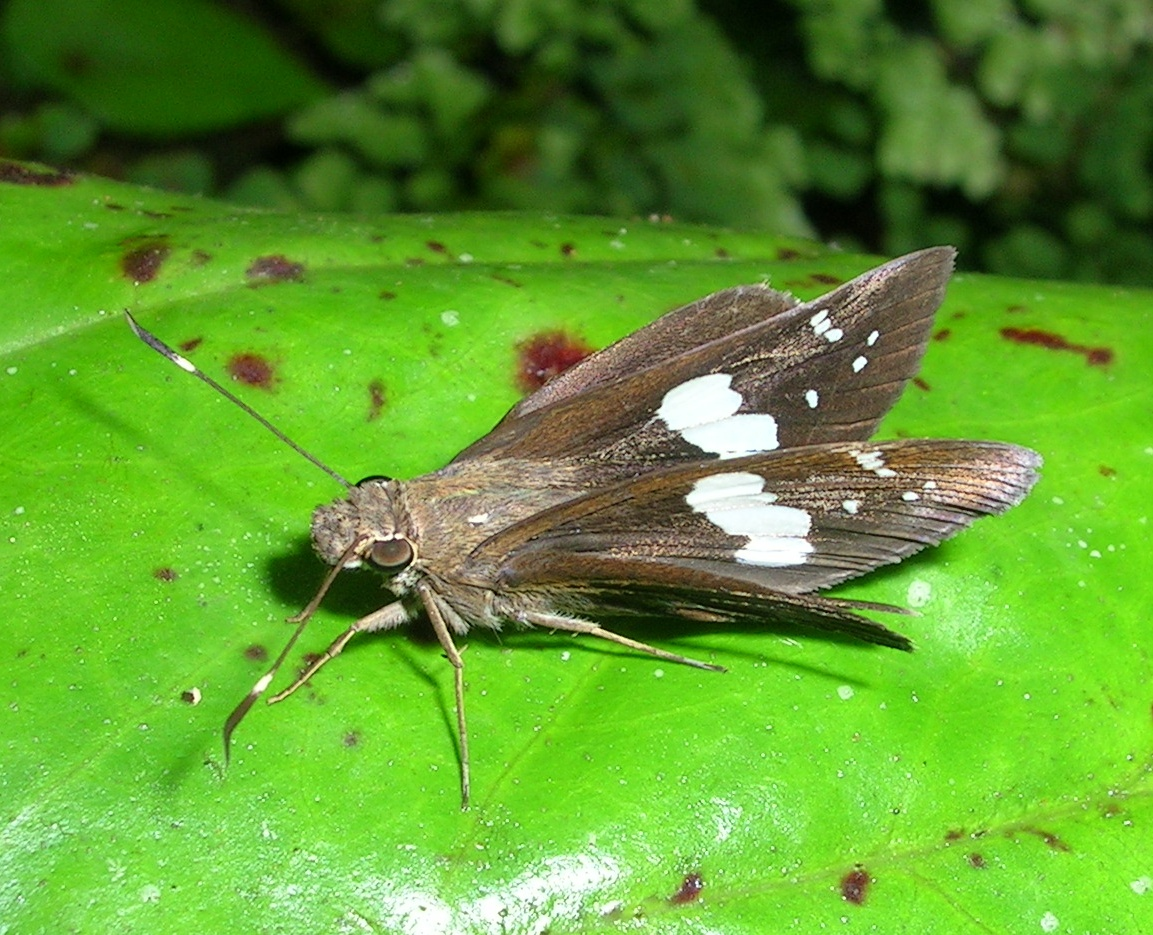

Cây chủ của ấu trùng bao gồm các thành viên của Zingiberaceae và Musaceae như Alpinia japonica, Alpinia zerumbet, Curcuma decipiens, Costus speciosus, Curcuma longa, Globba marantina, Musa acuminata × balbisiana, Zingiber casumunar, Zingiber odoriferum, Zingiber officinale. Các loài cây khác bao gồm Hedychium spp. và Zingiber zerumbet.

## Hình ảnh

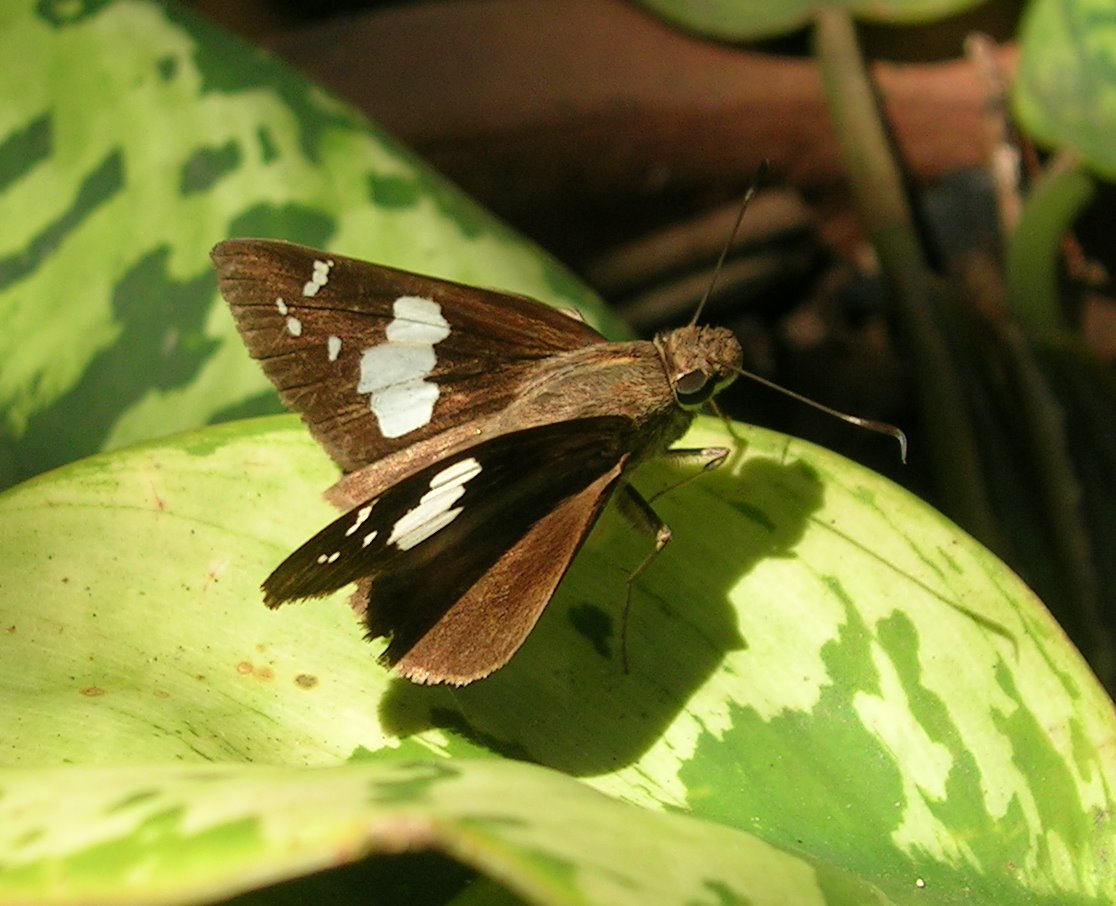
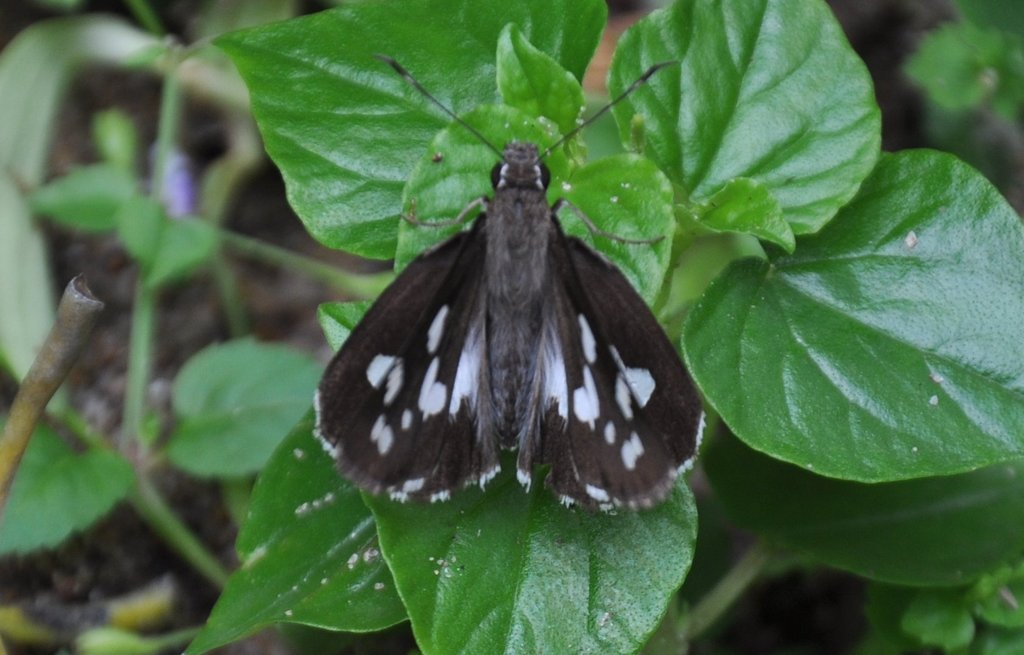
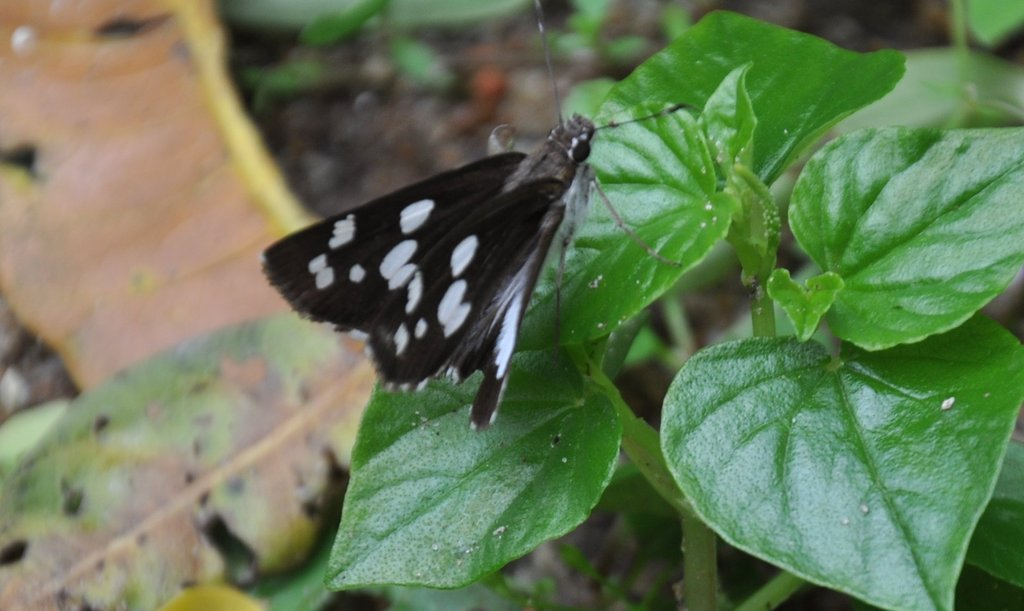
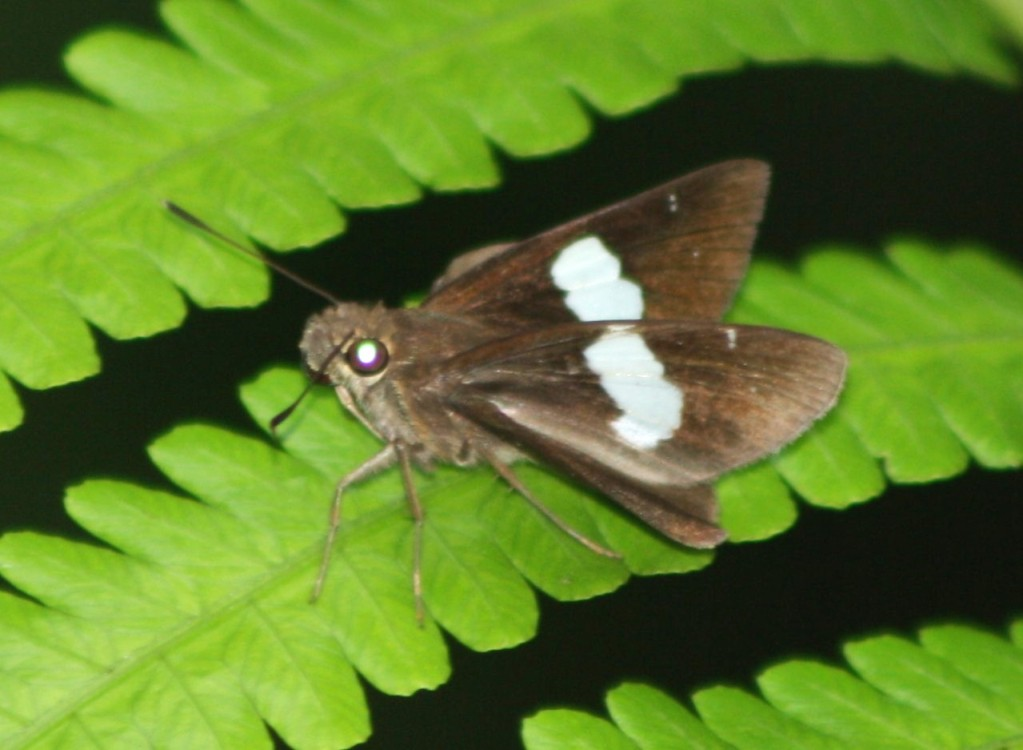